# William Hugh Clifford Frend
William Hugh Clifford Frend (11 de janeiro de 1916 - 1 de agosto de 2005) foi um historiador da Igreja, arqueólogo e sacerdote da Igreja Anglicana britânico.